# 봉계초등학교
봉계초등학교는 대한민국 경상북도 김천시에 있는 초등학교다.

## 학교 연혁
- 1919년 11월 25일 봉계공립보통학교(4년제) 개교
- 1969년 12월 28일 강당 준공
- 1971년 9월 30일 신관 교실 2층 12개 교실 준공
- 1981년 3월 9일 병설유치원 개원
- 1986년 3월 1일 특수학급 1학급 신설
- 1988년 11월 24일 식당 준공
- 1996년 3월 1일 봉계초등학교로 교명 변경
- 2014년 2월 13일 제92회 졸업식 거행(졸업생 수 5.073명)
- 2014년 3월 1일 7학급 편성(특수학급 1학급 포함)
- 2014년 9월 1일 제23대 손철원 교장 부임

## 참고 자료
- 봉계초등학교 - 한국교육학술정보원 학교알리미